# Mariä Himmelfahrt (Täfertingen)

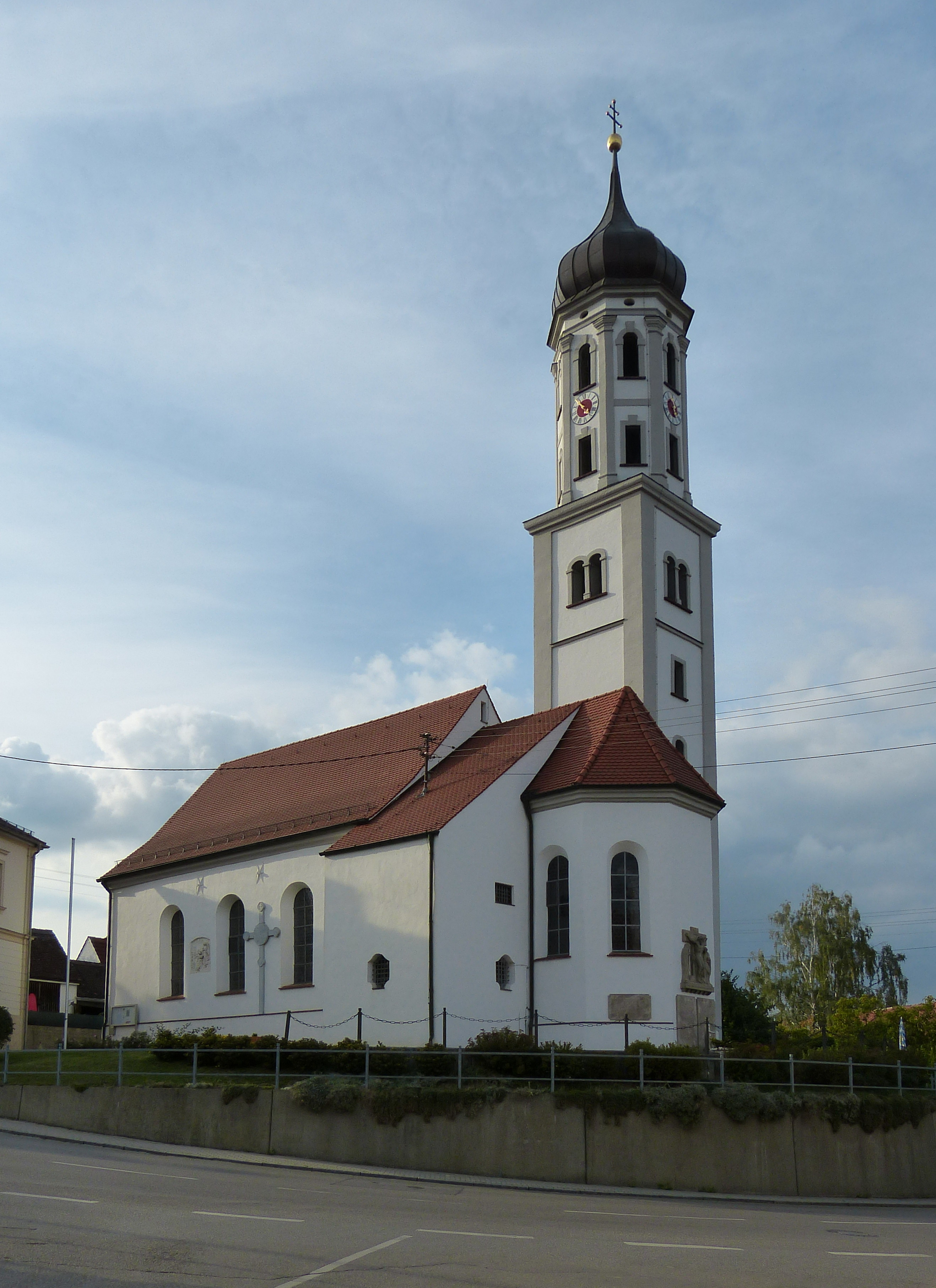
Kirche Mariä Himmelfahrt in Täfertingen

Die katholische Pfarrkirche Mariä Himmelfahrt in Täfertingen, einem Stadtteil von Neusäß, gehört zur Pfarreiengemeinschaft Neusäß im Dekanat Augsburg-Land im Bistum Augsburg. Zur Pfarrei gehören auch noch die Katholiken des Edenberger Ortsteils Gailenbach. Im 18. Jahrhundert war die Kirche eine vielbesuchte Wallfahrtsstätte.

## Geschichte
Die Kirche, ein einfacher Saalbau mit flacher Tonnendecke und eingezogenem Chor, ist das älteste Gotteshaus in Neusäß. Seit 1304 befand sich die Kirche im Besitz des Augsburger Domkapitels. Im Jahr 1685 ging das Patronatsrecht an das Augsburger Heilig-Geist-Spital über. Der Turmunterbau, Chor und Langhaus stammen im Kern aus spätgotischer Zeit. Seine heutige Größe erhielt das Bauwerk im Jahr 1710, als die Kirche umgebaut und erhöht wurde. Das barocke Erscheinungsbild des Gotteshauses stammt aus dem letzten Umbau durch Johann Stephan Gelb 1791. Der Kirchturm mit Zwiebelhaube ist an der Nordseite des Altarraums angebaut. Er wurde 1720 durch den Baumeister Johann Braun erhöht. Die Turmobergeschosse in Oktogonform und die Zwiebelhaube stammen aus dem Jahr 1751.

## Hochaltar

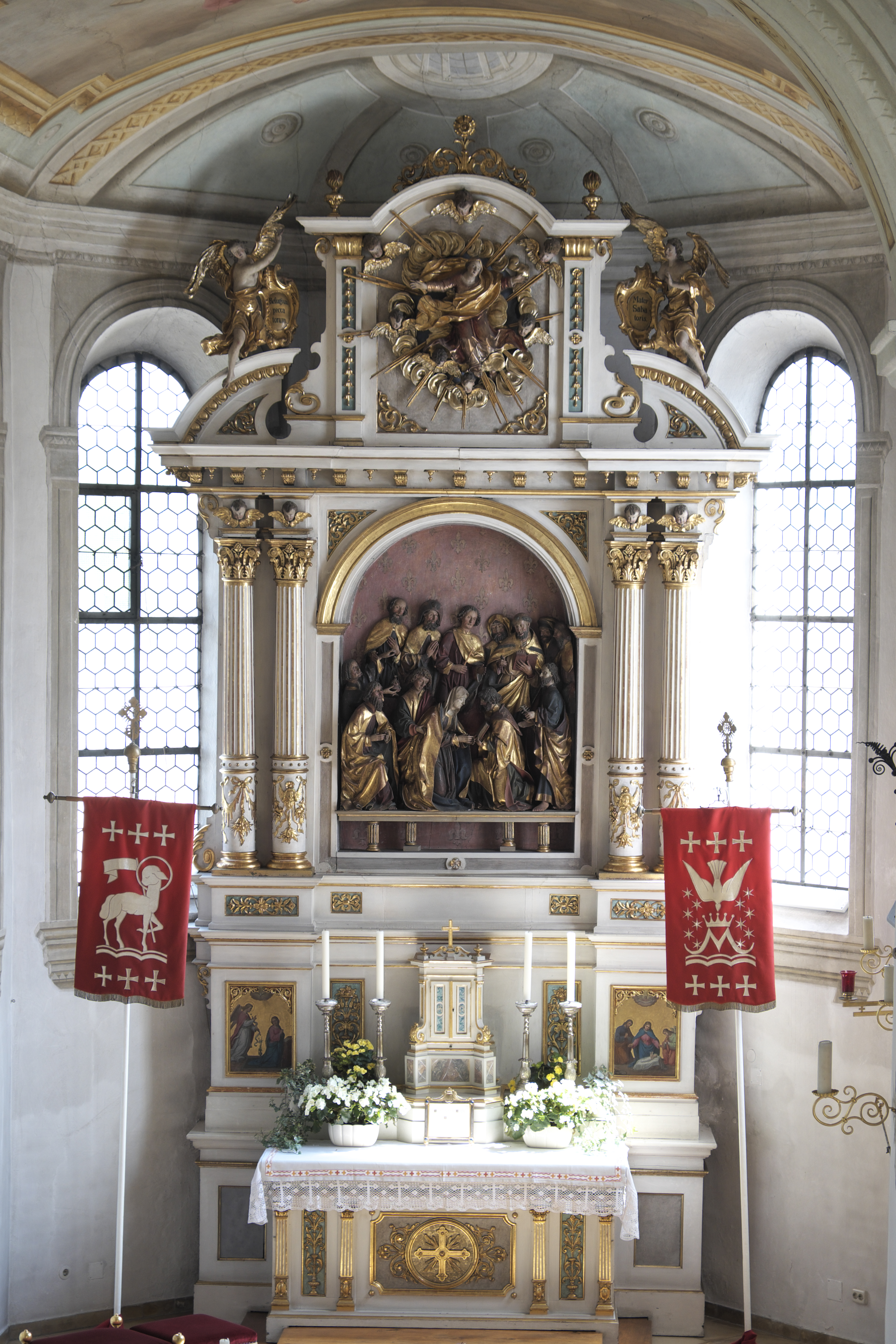
Hochaltar

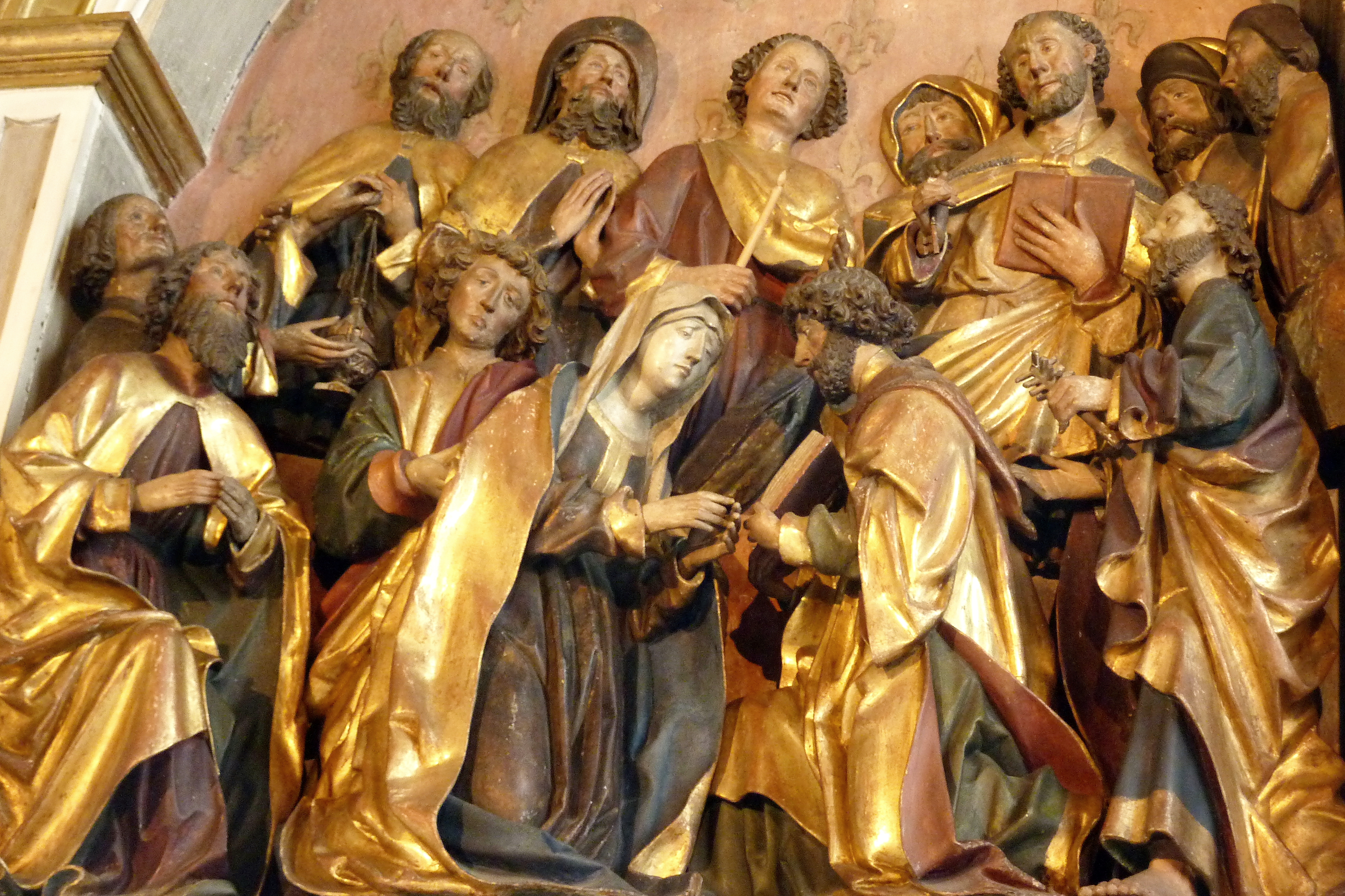
Reliefgruppe am Hochaltar (um 1510)

Der neubarocke Hochaltar aus dem Jahr 1880/90 zeigt, von unten nach oben gelesen, Stationen auf dem Weg Marias zu ihrer Aufnahme in den Himmel. Etwa in Augenhöhe ist am Hochaltar auf zwei Gemälden Mariä Verkündigung und Christi Geburt dargestellt. Darüber befindet sich eine große spätgotische Reliefgruppe, die der Schule des Nürnberger Meisters Veit Stoß um 1510 zugeschrieben wird. Sie stellt den Tod Marias dar. Maria kniet, umgeben von den Aposteln, in einem Buch lesend, das der Apostel Jakobus  hält. Eine ähnliche Darstellung gibt es im Hochaltar von Veit Stoß in der Marienkirche in Krakau, auch dort kniet Maria bei ihrem Sterben im Beisein der Apostel.
Über diesem Bild befindet sich eine plastische Darstellung von Maria im Strahlenkranz. Sie wird von zwei Engeln flankiert, die Schildtafeln mit Anrufungen aus der lauretanischen Litanei tragen: „Refugium peccatorum“ (Zuflucht der Sünder) und „Mater salvatoris“ (Mutter des Erlösers). Über dem Hochaltar stellt ein Deckenfresko die Dreifaltigkeit (Gottvater, Sohn und Heiliger Geist) dar, die im Himmel die Ankunft Marias erwarten. Es wurde von Johann Joseph Anton Huber aus Augsburg gemalt.

## Weitere Ausgestaltung
Zur Linken und Rechten des Hochaltars befindet sich je ein Seitenaltar. Der linke (nördliche) Seitenaltar enthält eine spätgotische, aus Lindenholz geschnitzte, 89 Zentimeter hohe sitzende Madonnenfigur aus der Zeit um 1430.
Ein großes Deckengemälde im Langhaus, das 1791 ebenfalls von Johann Josef Anton Huber geschaffen wurde, stellt das Patrozinium der Kirche dar, Mariä Himmelfahrt. Es wird von vier Ovalmedaillons eingerahmt. Diese zeigen die vier lateinischen Kirchenväter: Ambrosius von Mailand (mit Bischofsstab und Bienenkorb), Hieronymus (mit Posaune), Augustinus von Hippo (mit Bischofsstab und flammendem Herzen) und Gregor der Große (mit Schreibfeder, Taube, Papstkreuz und Tiara).
An der linken Seitenwand gibt es eine Statue des Erzengels Michael mit Lanze und Teufel. Ihr gegenüber ist an der rechten Seitenwand der heilige Georg mit Lanze und Drachen zu sehen. Weitere Figuren zeigen Josef von Nazaret, den Ziehvater von Jesus, Sebastian, Leonhard von Limoges, Ignatius  und Ulrich von Augsburg (mit Fisch). An der linken Seitenwand befindet sich außerdem ein großes Kruzifix.
Die Rückwand des Langhauses besitzt eine Doppelempore. An der unteren Emporenbrüstung ist mittig ein Bild von Christus als Kinderfreund. An der oberen Brüstung sind mittig Engelsköpfe, links davon ein Bild der Flucht nach Ägypten und rechts eines, das den barmherzigen Samariter zeigt. Den Eingang der Kirche schmückt eine Darstellung von Christus an der Geißelsäule.

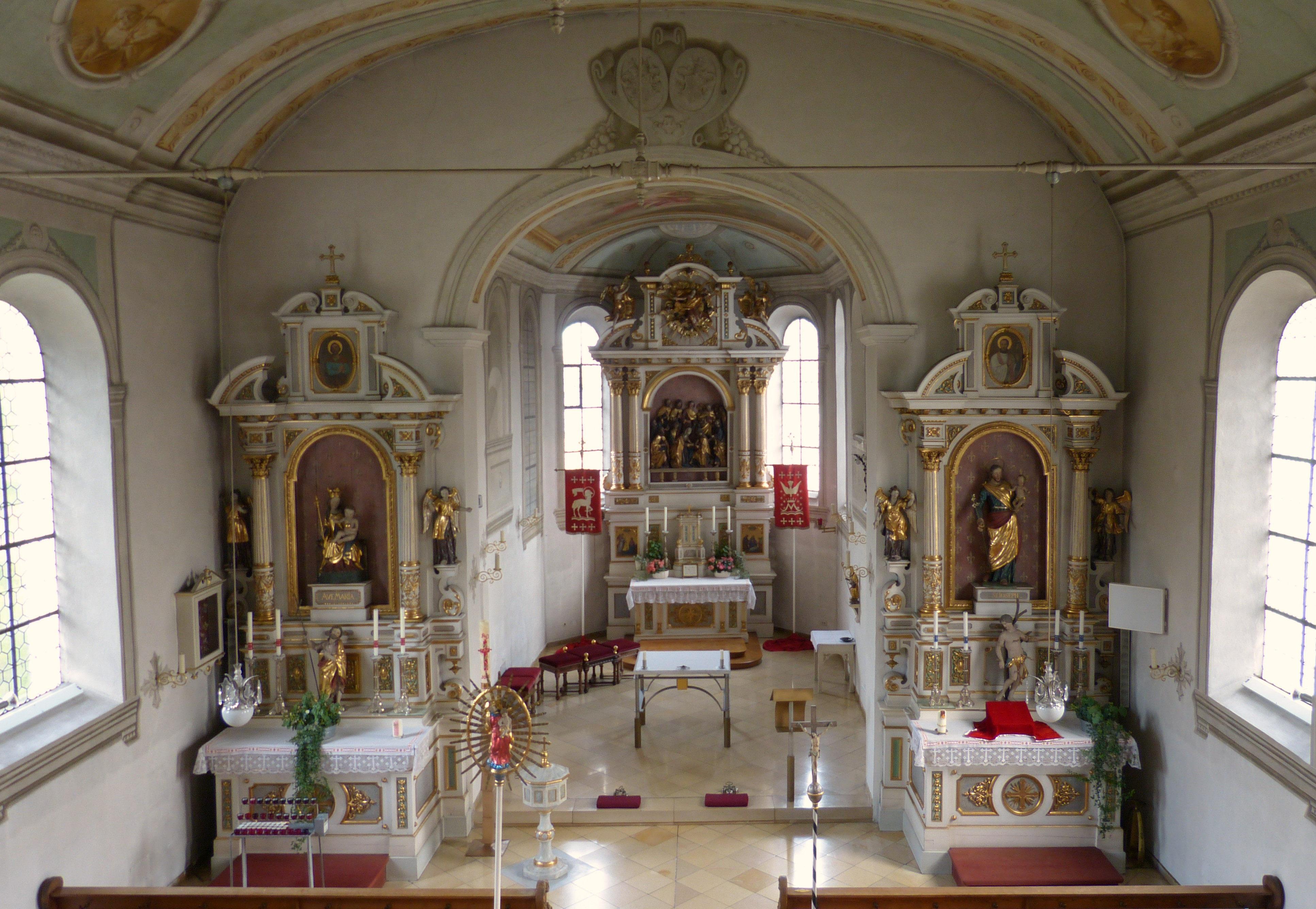
Blick von der Empore
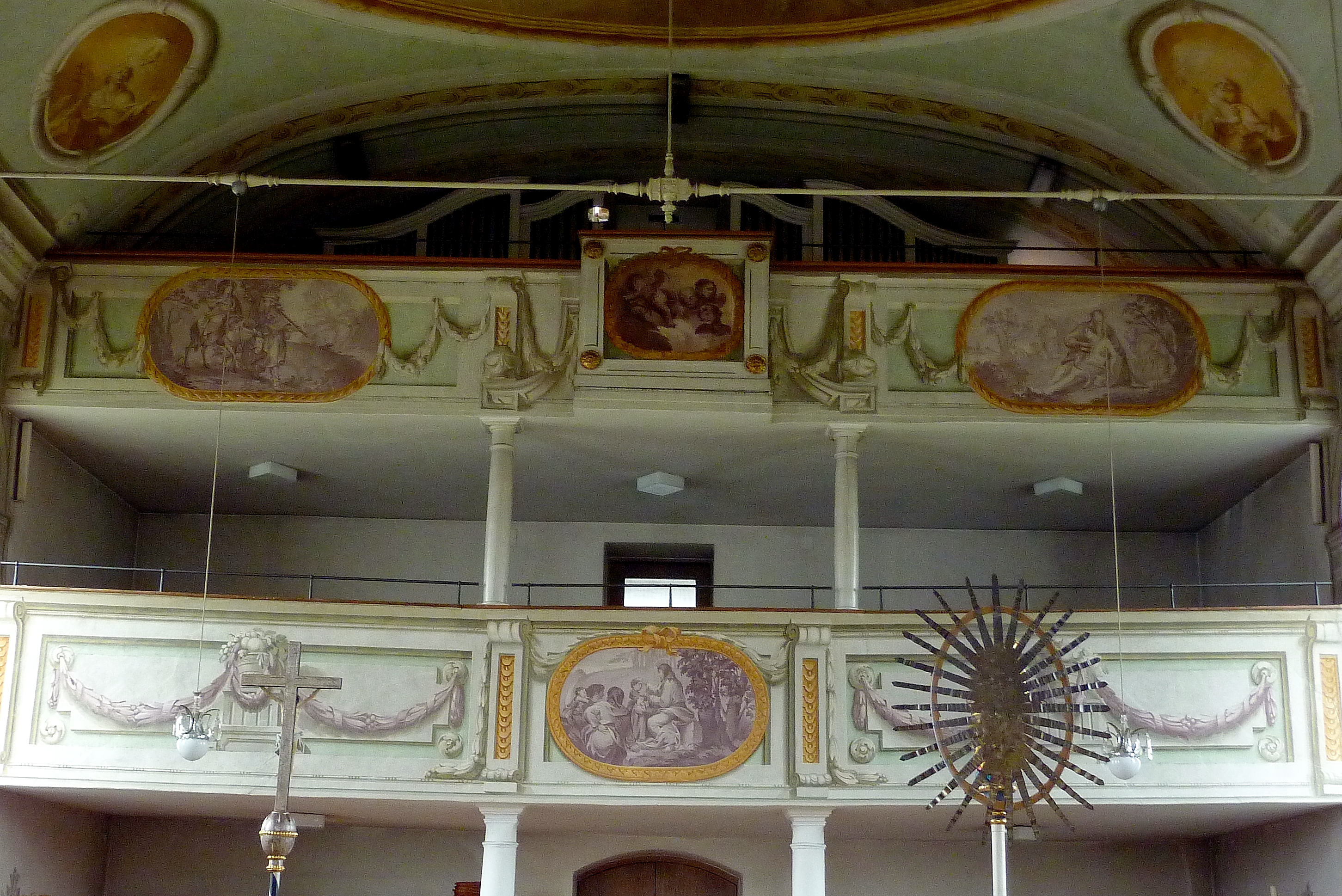
Doppelempore
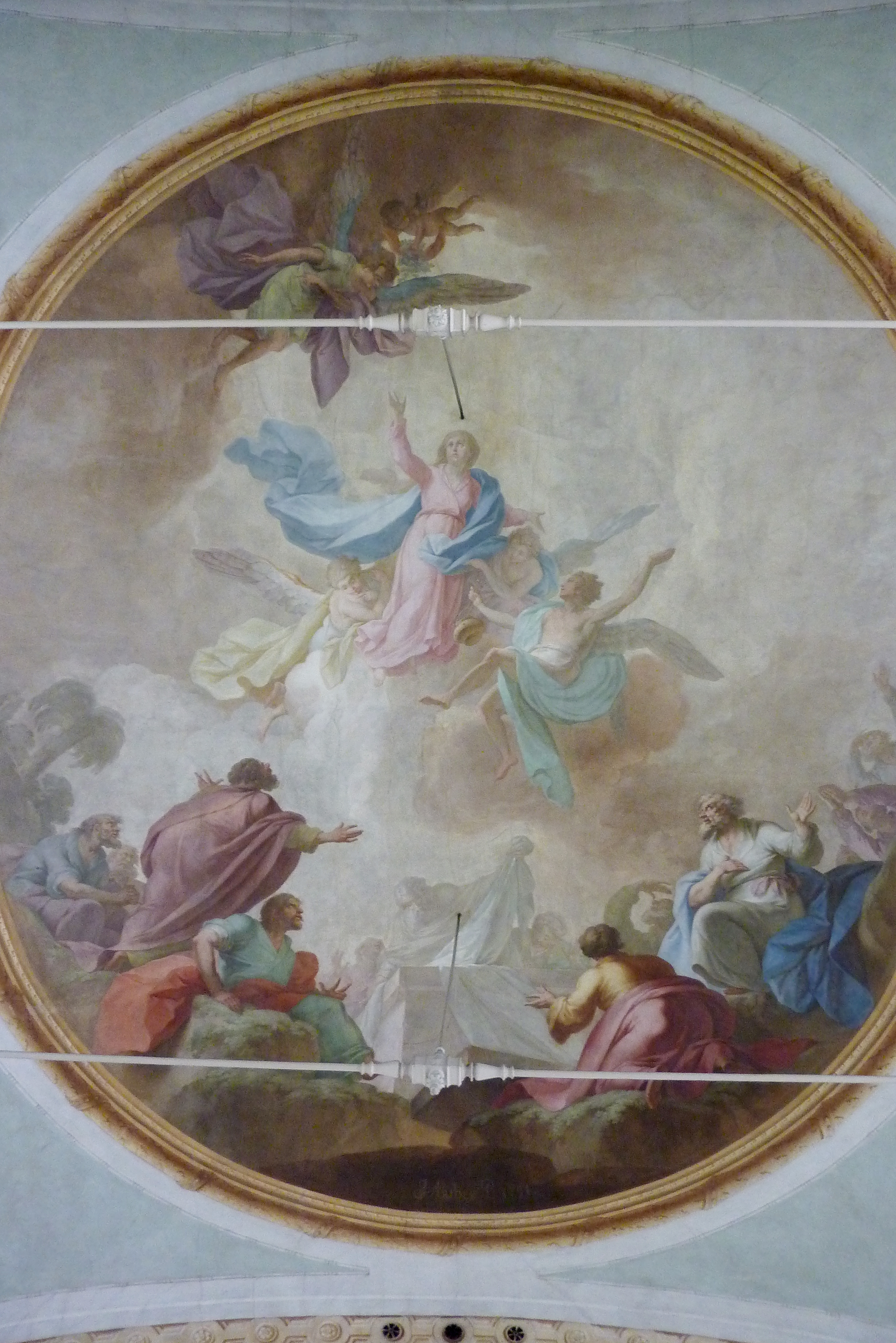
Deckengemälde, 1791
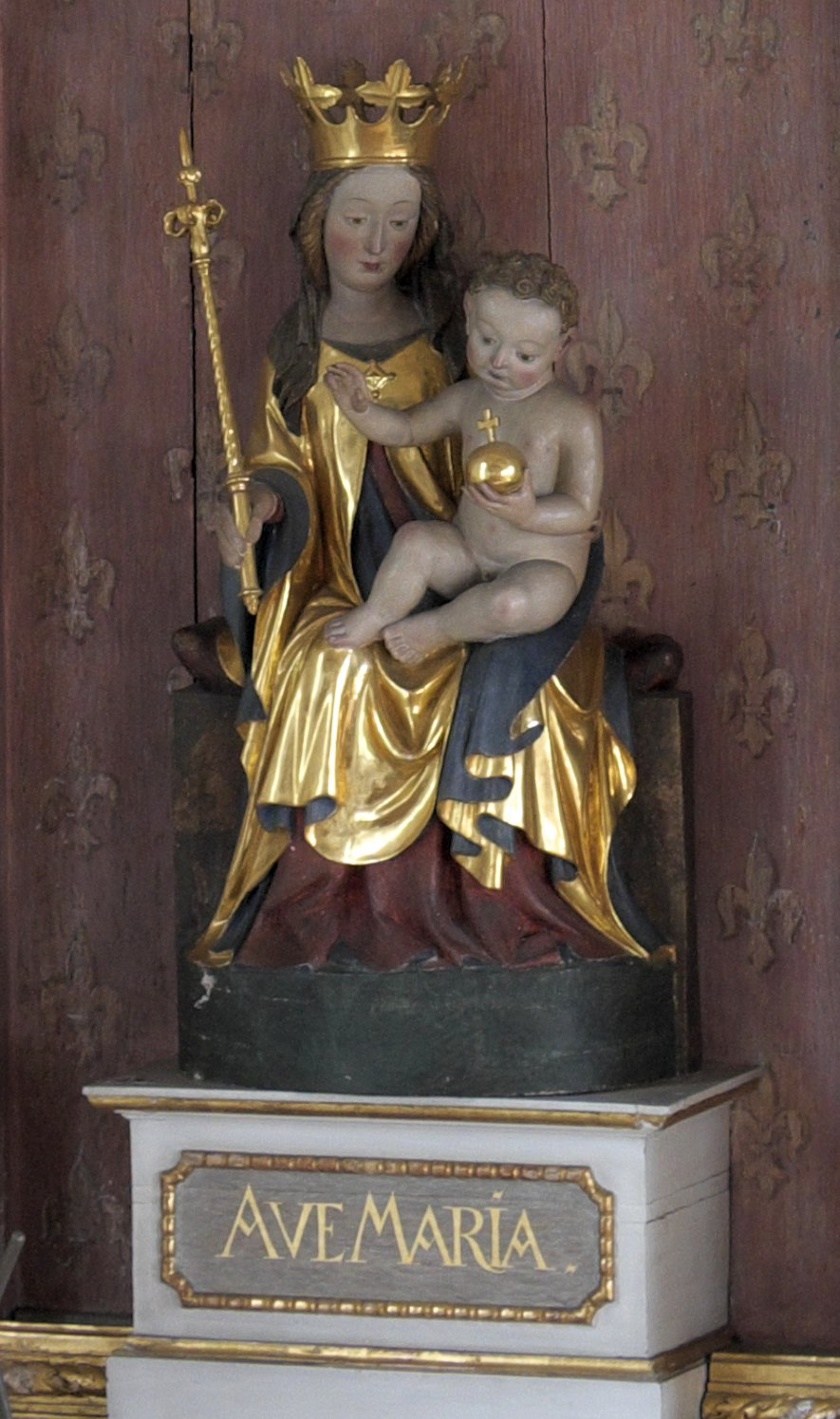
Madonna, um 1430
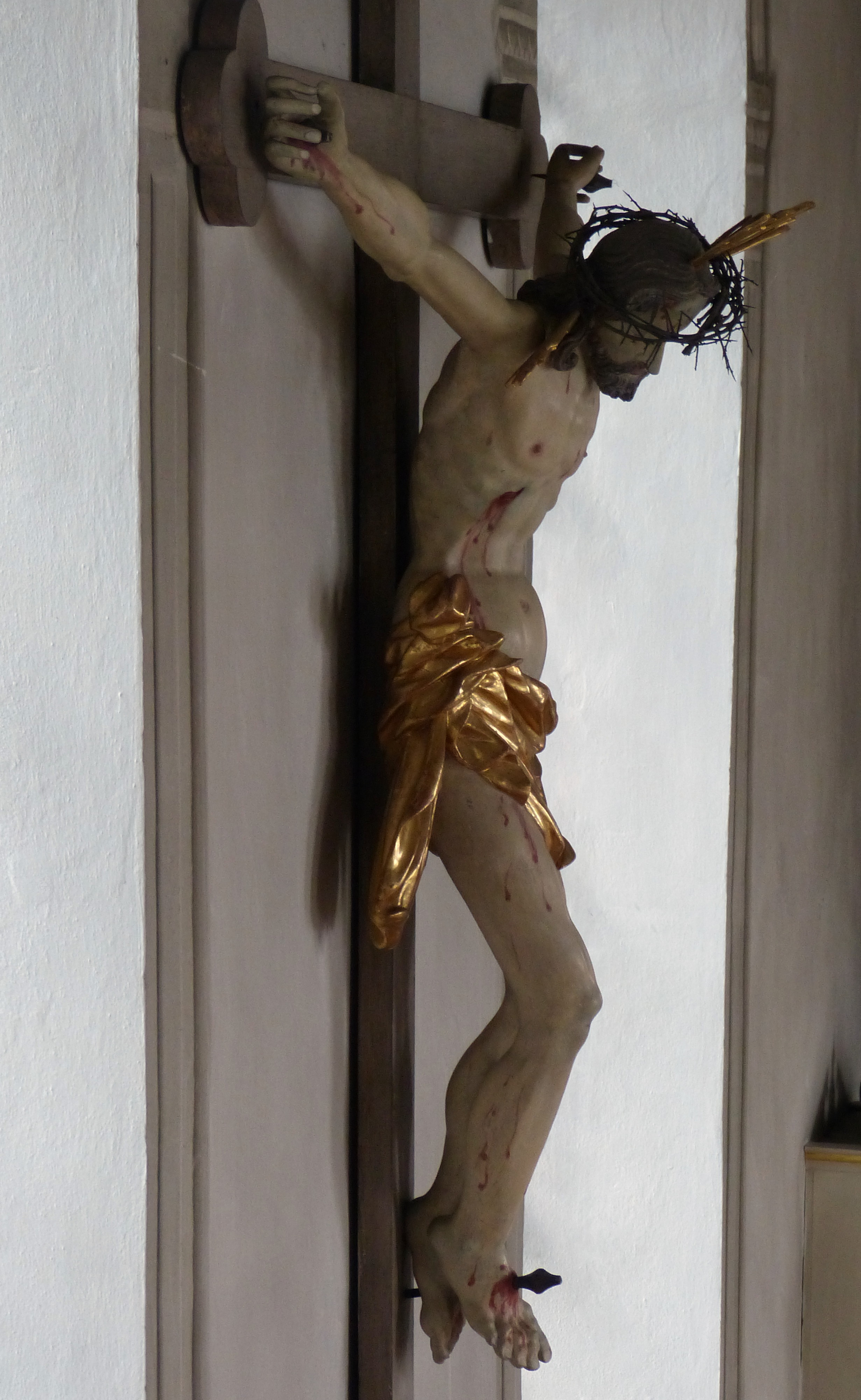
Kruzifix
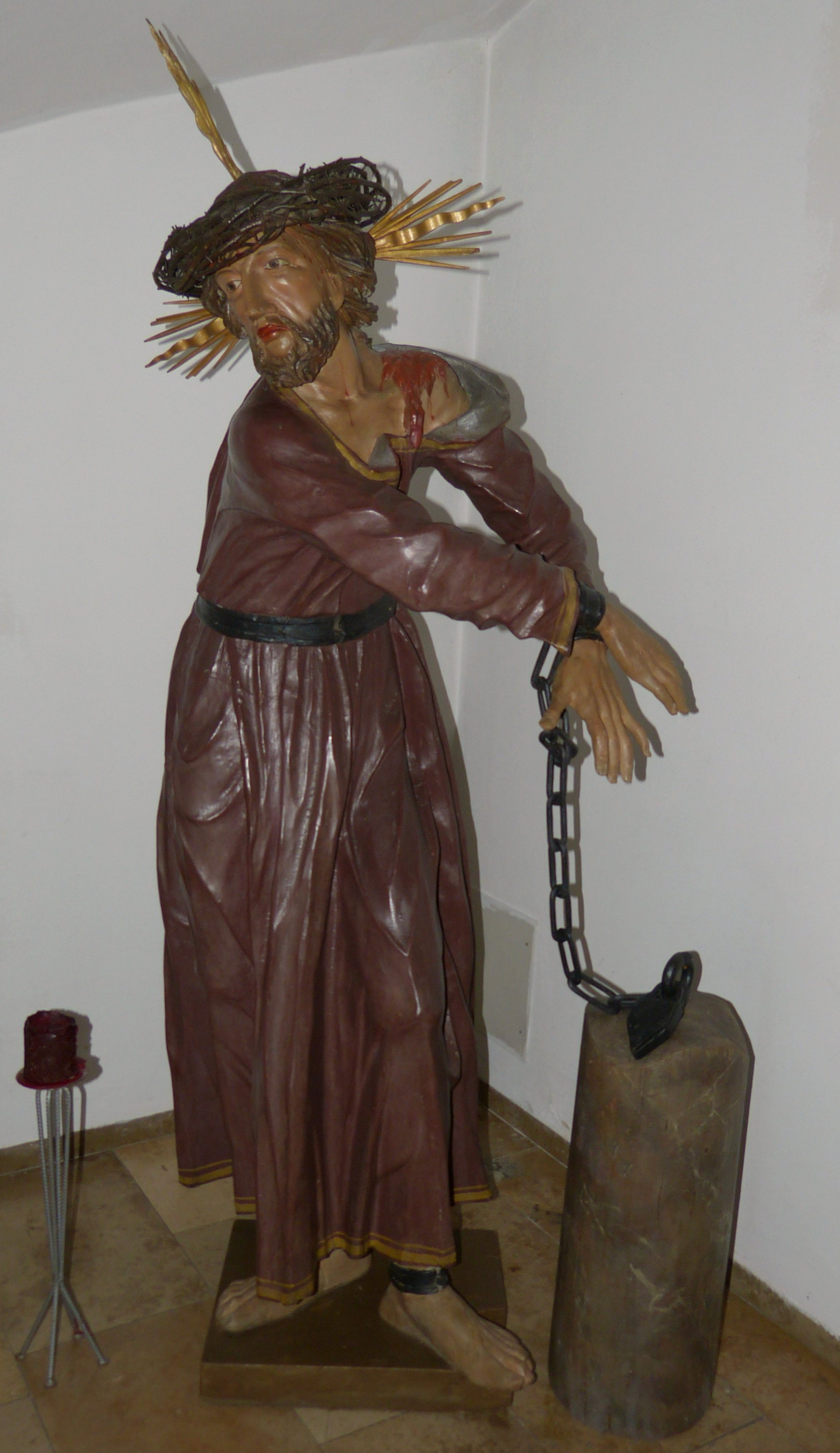
Christus an der Geißelsäule

## Pfarrhaus
Links der Kirche befindet sich das um 1900 erbaute ehemalige Pfarrhaus im Stil der Neurenaissance.